# NGC 391
NGC 391 је елиптична галаксија у сазвежђу Кит која се налази на NGC листи објеката дубоког неба.
Деклинација објекта је + 0° 55' 33" а ректасцензија 1h 7m 22,5s. Привидна величина (магнитуда) објекта NGC 391 износи 13,5 а фотографска магнитуда 14,5. NGC 391 је још познат и под ознакама UGC 693, MCG 0-3-75, CGCG 384-77, PGC 3976.